# روز جوان
روز جوان روزی است که در تقویم کشورهای مختلف برای جوانان نام‌گذاری شده است. جوانان مهم‌ترین سرمایه هر جامعه هستند که می‌توانند امور مدیریتی، تولید، اقتصادی و غیره جامعه را در دست بگیرند. توجه به امر جوانان جزء مهم‌ترین امور هر دولت است که بتواند از این نیروی بالقوه و پرتوان جامعه بهترین استفاده را داشته باشد. آماده کردن بستر مناسب برای تحصیل، اشتغال و ازدواج جوانان مهم‌ترین اولویت هر جامعه‌ای است.

## بین‌الملل
روز ۱۲ اوت توسط سازمان ملل به‌عنوان روز جوان در نظر گرفته شده است.

## ایران
در جمهوری اسلامی ایران ۱۱ شعبان تقویم هجری قمری، روز میلاد علی‌اکبر فرزند حسین بن علی (سومین امام شیعیان) که در کربلا کشته شد، به‌عنوان روز جوان در نظر گرفته شده است.